# Gaidropsarus granti
Gaidropsarus granti är en fiskart som först beskrevs av Regan 1903.  Gaidropsarus granti ingår i släktet Gaidropsarus och familjen lakefiskar. Inga underarter finns listade i Catalogue of Life.
Arten förekommer i nordöstra Atlanten och i Medelhavet. Populationer registrerades vid Azorerna, Kanarieöarna, vid andra öar väster om Iberiska halvön, mellan Sardinien och Tunisien samt öster om Italien. Gaidropsarus granti vistas i regioner som ligger 120 till 820 meter under havsytan. Havets grund kan utgöras av sand, av slam eller av fast botten.
Födan är tiofotade kräftdjur.
I viss mån förekommer fiske på arten men den är inte vanlig på marknader. Gaidropsarus granti är ganska sällsynt och den listas därför av IUCN med kunskapsbrist (DD).